# ジェイコム港新宿
株式会社ジェイコム港新宿（ジェイコムみなとしんじゅく）は、かつて東京都港区に本社を置き、放送法の定義する一般放送（有線一般放送）に基づく有線テレビジョン放送（ケーブルテレビ）1局（1施設）を運営し、放送（テレビ、ラジオ）、通信（インターネット、IP電話）を業務していた、株式会社ジュピターテレコム（J:COM）の連結子会社である。会社および局呼称は「J:COM 港・新宿」。

## 沿革
- 1986年（昭和61年）
  - 7月24日
    - 「株式会社ケーブルテレビジョン東京」として設立。
- 1987年（昭和62年）
  - 4月3日
    - 有線テレビジョン放送施設設置許可取得。
- 1989年（平成元年）
  - 4月1日
    - 開局。
- 1998年（平成10年）
  - 7月29日
    - 第一種電気通信事業許可取得。

  - 12月1日
    - インターネット接続サービス「ROSENET」開始。
- 2002年（平成14年）
  - 5月1日
    - 愛称・呼称を「みなとケーブル」に変更。
- 2003年（平成15年）
  - 7月1日
    - IP電話サービス『rosephone』開始。

  - 9月1日
    - 本社を「東京都港区芝公園4丁目4番7号 東京タワースタジオ 2階」から「港区芝公園3丁目4番30号 芝公園32森ビル 6階」に移転。

  - 12月1日
    - 地上デジタル放送サービスを開始。
- 2004年（平成16年）
  - 3月24日
    - 電気通信役務利用放送登録（有線テレビジョン放送事業施設設置許可より移行）。

  - 4月1日
    - 新宿区内で愛称「新宿ケーブル」で開局。
    - 呼称を「みなとケーブル・新宿ケーブル」に変更。
    - BSデジタル放送・JC-HITSを用いたデジタル多チャンネル放送サービス開始。
- 2006年（平成18年）
  - 11月1日
    - HDD内蔵録画機能付きSTB「らく2録り!」提供開始。
- 2007年（平成19年）
  - 3月20日
    - セコム株式会社、株式会社複合ビジョン研究所、伊藤忠商事株式会社、三菱商事株式会社、丸紅株式会社が保有する株式をジャパンケーブルネット株式会社に譲渡。株式保有率は24.98%になりJCN関連会社になる。

  - 8月1日
    - 新宿ケーブルエリアでプライマリ電話サービス『ケーブルプラス電話』開始。

  - 10月1日
    - みなとケーブルエリアでプライマリ電話サービス『ケーブルプラス電話』開始。
- 2008年（平成20年）
  - 4月1日
    - 専用受信端末を用いた『緊急地震速報』開始。

  - 7月24日
    - 「チャンネル5」が地上デジタル放送で開始。チャンネル名称を「CTT マスコット チャンネル」に変更。
- 2009年（平成21年）
  - 2月19日
    - ROSENETに下り最大伝送速度160Mの『プラチナ160メガ』開始。

  - 4月1日
    - DVD搭載HDD内蔵録画機能付きSTB「DVDデジタル」提供開始。

  - 11月24日
    - 本社を「港区芝公園3丁目4番30号 芝公園32森ビル 6階」から「港区麻布台1丁目7番4号」に移転。

  - 12月29日
    - 地上デジタル放送で「CTT マスコット チャンネル2」試験放送開始。
- 2010年（平成22年）
  - 1月31日
    - アナログ多チャンネル放送サービス終了。

  - 3月1日
    - BD搭載HDD内蔵録画機能付きSTB「ブルーレイ・デジタル」提供開始。

  - 4月1日
    - 地上デジタル放送で「CTT マスコット チャンネル2」本放送開始。

  - 6月16日
    - 株式会社テレビ朝日、株式会社東京放送ホールディングス、株式会社赤坂ケーブルシティ、株式会社日本ケーブルテレビジョン等の主要株主が保有する株式をジャパンケーブルネット株式会社に譲渡。経営権が移りグループ局となる。

  - 6月17日
    - 呼称を「JCNみなと新宿」に変更。

  - 9月30日
    - 『rosephone』新規提供終了。
- 2011年（平成23年）
  - 4月1日
    - JCNを用いたデジタル多チャンネル放送サービス開始。

  - 7月24日
    - 地上アナログ放送を終了し、地上放送デジアナ変換を暫定的に提供開始。）[1]。

  - 7月31日
    - JC-HITSを用いたデジタル多チャンネル放送および『rosephone』の両サービス終了。

  - 8月1日
    - JCNサービスラインナップ導入。ROSENETのサービス内容がJCNインターネットと同等となる。

  - 11月1日
    - KDDIの子会社でROSENETを共同運用していたKMN株式会社（旧:KDDメディアネット）を吸収合併。
- 2012年（平成24年）
  - 10月1日
    - 社名を「株式会社JCNみなと新宿」に変更。
    - 『JCNプラスチャンネル』の名称を『JCNみなと新宿チャンネル』に変更。
    - 新しいコミュニティチャンネル『にっぽんケーブルチャンネル』を放送開始。
- 2013年（平成25年）
  - 11月
    - 財団法人東京ケーブルビジョンより、「ケーブルビジョン新宿」事業を譲受。これにより、サービスエリアが新宿区全域に拡大。
- 2014年（平成26年）
  - 4月1日
    - 親会社のジャパンケーブルネット株式会社が株式会社ジュピターテレコムに吸収合併[2]。

  - 6月1日
    - 呼称を「J:COM 港・新宿」に変更[3]。
    - 『JCNみなと新宿チャンネル』の名称を『J:COMチャンネル港・新宿』に変更。
    - 「JCN」ブランドを廃止。
    - J:COM統一サービス名称として『J:COM TV』、『J:COM NET』および『J:COM PHONE』を制定し展開。
    - J:COMサービスラインナップ導入。
    - 『J:COM PHONE プラス』を提供開始。
    - 「にっぽんケーブルチャンネル」（JCN）を「J:COMテレビ」（J：COM）に統合[4]。

  - 7月1日
    - 商号を「株式会社ジェイコム港新宿」に変更[3]。

  - 10月1日
    - 『J:COM WiMAX 2+』を提供開始。
- 2015年（平成27年）
  - 3月31日
    - 地上放送デジアナ変換暫定的提供の終了。
- 2019年（平成31年）
  - 1月1日
    - 株式会社ジェイコム東京に吸収合併され、会社解散[5]。

## 事業所
本社
- 本社
  - 東京都港区芝大門1丁目3番4号 ラウンドクロス芝大門 2階

事務所
- 港営業事務所
  - 東京都港区芝大門1丁目3番4号 ラウンドクロス芝大門 2階（本社内）
- 新宿営業事務所
  - 東京都新宿区大久保1丁目3番21号 新宿TXビル 5階

## 提供区域内自治体
- 東京都
  - 港区、新宿区

## 業務内容
統一サービス
1. J:COM TV（テレビ放送サービス[注 1]）
  1. 双方向機能（STBインターネット接続サービス）
  2. インタラクTV（STBテレビ向け情報サービス）
  3. ナビシェル（STB向けご案内画面サービス）
  4. J:COMオンデマンド（VODサービス）
  5. リモート録画予約（番組録画予約）
  6. ジェイコム マガジン（番組ガイド誌）
  7. J:COMチャンネル番組ガイド（地域情報誌）
  8. J:COMチャンネル港・新宿（第一コミュニティチャンネル）
  9. J:COMテレビ（第二コミュニティチャンネル）
2. J:COM NET（インターネット接続サービス）
  1. ZAQ（インターネットサービスプロバイダ）
  2. J:COM WiMAX 2+（4G（WiMAX）サービス[注 2]）
3. J:COM PHONE（固定電話（CATV電話）サービス）
  1. J:COM PHONEプラス（VoIP方式（プライマリ電話）サービス）[注 3]）
4. J:COM 電力
5. J:COM MOBILE（4G（LTE）サービス[注 4]）

付加サービス
- J:COM 緊急地震速報

### J:COM TV

#### 地上デジタル放送
- 表中、「伝送方式」欄の『部類』に関しては下記を参照。
  - 「PT」はパススルー方式。
  - 「TM」はトランスモジュレーション方式。
- 表中、『記号』に関しては下記を参照。
  - 「●」は視聴可能。
  - 「×」は視聴不可。
  - 「?」は不明。

- 2018年（平成30年）12月31日時点。

| リ モ コ ン キ \| ID | 放送局                  | 三桁 チャンネル | 伝送方式 | 伝送方式 | 備考         |
| リ モ コ ン キ \| ID | 放送局                  | 三桁 チャンネル | PT       | TM       | 備考         |
| -------------------- | ----------------------- | --------------- | -------- | -------- | ------------ |
| 1                    | NHK総合・東京           | 011 012         | ●        | ●        |              |
| 2                    | NHKEテレ東京            | 021 022 023     | ●        | ●        |              |
| 3                    | テレ玉                  | 031 032 033     | ●        | ×        | 区域外再放送 |
| 3                    | チバテレビ              | 031 032         | ●        | ×        | 区域外再放送 |
| 3                    | tvk                     | 031 032 033     | ●        | ×        | 区域外再放送 |
| 4                    | 日本テレビ              | 041 042         | ●        | ●        |              |
| 5                    | テレビ朝日              | 051 052 053     | ●        | ●        |              |
| 6                    | TBS                     | 061 062         | ●        | ●        |              |
| 7                    | テレビ東京              | 071 072 073     | ●        | ●        |              |
| 8                    | フジテレビジョン        | 081 082 083     | ●        | ●        |              |
| 9                    | TOKYO MX                | 091 092 093     | ●        | ●        |              |
| 10                   | J:COMテレビ             | 101 102         | ●        | ×        |              |
| 11                   | J:COMチャンネル港・新宿 | 111 112         | ●        | ×        |              |

#### FMラジオ
- 2018年（平成30年）12月31日時点。

| MHz  | 放送局     | 備考 |
| ---- | ---------- | ---- |
| 79.2 | TOKYO FM   |      |
| 83.1 | J-WAVE     |      |
| 83.7 | NHK東京-FM |      |